# Bactrocera trimaculata
Bactrocera trimaculata
 es una especie de insecto díptero que Hardy y Adachi describieron científicamente por primera vez en 1954. Esta especie pertenece al género Bactrocera de la familia Tephritidae. 